# Noctis Labyrinthus

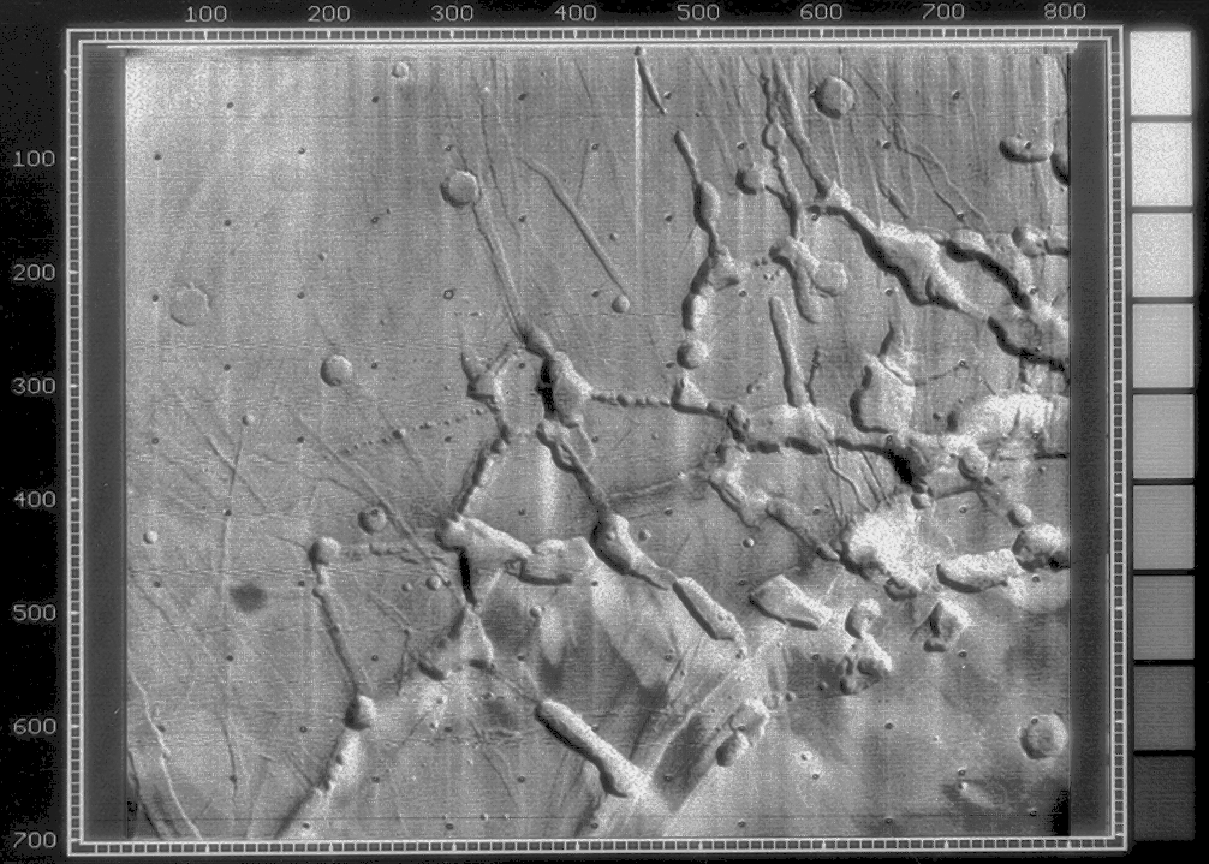
Opname van Mariner 9 van Noctis Labyrinthus "labyrinth" aan het westeinde van Valles Marineris op Mars. Rechte graben, groeven en kraterketens overheersen, met mesas met vlakke toppen. De opname toont een gebied van ongeveer 400 km doorsnee, rond 6 Z, 105 W, aan de rand van de Tharsisbult. Noord is boven. Nasa Mariner MTVS 4187-45.

Noctis Labyrinthus

Noctis Labyrinthus (Latijn voor "doolhof van de nacht") is het gebied (7,0 Z, 102,2 W) op de planeet Mars, tussen de Valles Marineris en het hoogland van Tharsis. Het gebied is opvallend vanwege het doolhof van steile en diepe valleien. De valleien en canyons zijn gevormd door breuken en vormen klassieke slenken, terwijl het oppervlak van het hoogland bewaard bleef op de bodem van de vallei.
Op sommige plaatsen is het valleidal ruwer en verstoord door aardverschuivingen, op andere lijken zich putten gevormd te hebben. Aangenomen wordt dat de breuken door vulkanische activiteit in het Tharsis gebied zijn veroorzaakt.
Dergelijke ingewikkelde breukgebieden worden ook op aarde gevonden bij breukdalen (rift valleys) als de Rode Zee.

## Verwijzingen
1. ↑  https://web.archive.org/web/20061004155124/http://cmex.ihmc.us/CMEX/data/VOViews/Canyons/Noctis.htm
2. ↑  Mars Odyssey Mission THEMIS: Feature Image: Noctis Labyrinthus Landslides